# Edward Rowe Mores
Edward Rowe Mores (1731-1778) foi um matemático e atuário, seguidor de James Dodson. Realizou seus estudos em Londres e Oxford.
Mores é considerado o primeiro a utilizar o termo atuário para designar o matemático especializado em cálculos relacionados a seguros. Com a morte de James Dodson, assumiu a liderança do grupo que em 1762 fundaria a Society for Equitable Assurances on Lives and Survivorship
Obras
- A short Account of the Society for Equitable Assurance on Lives and Survivorships (1762)